# 舌動脈舌背枝
舌動脈舌背枝（ぜつどうみゃくぜつはいし）は、頭頸部の動脈の一つ。舌動脈の枝。舌骨舌筋の下で別れる通常の二本又は三本の小さな枝である。
舌背後部を上り、周囲の粘膜、口蓋舌弓、扁桃腺、軟口蓋、喉頭蓋に栄養を供給し、反対側の枝と吻合する。

## 関連事項
- 人間の動静脈一覧

この項目の一部は、現在パブリックドメインとなっているグレイ解剖学からのものです。